# Gmina Ockelbo
Gmina Ockelbo (szw. Ockelbo kommun) – gmina w Szwecji, w regionie Gävleborg, siedzibą jej władz jest Ockelbo.
Pod względem zaludnienia Ockelbo jest 266. gminą w Szwecji. Zamieszkuje ją 6047 osób, z czego 49,2% to kobiety (2975) i 50,8% to mężczyźni (3072). W gminie zameldowanych jest 77 cudzoziemców. Na każdy kilometr kwadratowy przypada 5,65 mieszkańca. Pod względem wielkości gmina zajmuje 94. miejsce.

## Współpraca
Miejscowość partnerska:
- Bièvre, Belgia